# الدوري الغيني الاستوائي الممتاز 2018
الدوري الغيني الاستوائي الممتاز 2018 هو موسم من الدوري الغيني الاستوائي الممتاز. كان عدد الأندية المشاركة فيه 12، وفاز فيه Leones Vegetarianos FC ‏.